# Towarzystwo Miłośników Miasta Bydgoszczy

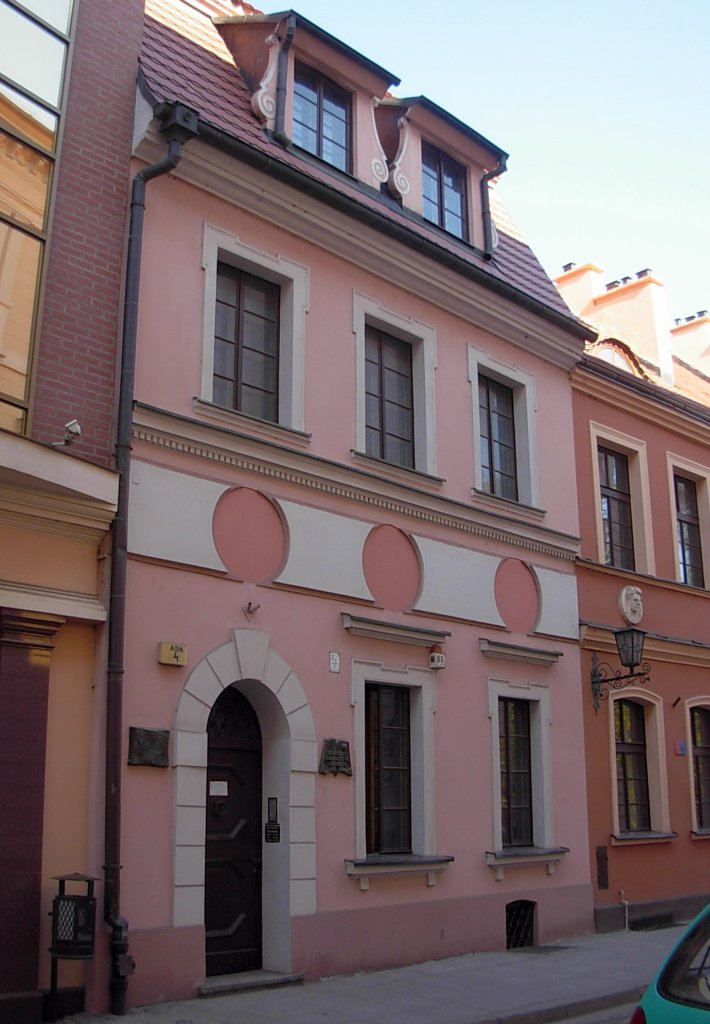
Kamienica Jezuicka 4 w Bydgoszczy – siedziba TMMB

Towarzystwo Miłośników Miasta Bydgoszczy – stowarzyszenie kulturalno-naukowe poświęcone miastu Bydgoszczy, zajmujące się krzewieniem jego tradycji i kultury w regionie, kraju i za granicą.

## Historia
TMMB jest jednym z najstarszych stowarzyszeń tego typu w regionie i na ziemiach polskich. Swymi korzeniami sięga 1832 roku, kiedy to już podczas zaboru pruskiego powstało bydgoskie Towarzystwo Upiększania Miasta, które rozwiązało się w 1898 roku. Po latach, 2 lutego 1923 roku powołano do życia Towarzystwo Miłośników Miasta Bydgoszczy (w latach 1923-1939 noszące nazwę TMMB i jego okolic), które istnieje do dziś.
W pierwszej fazie pracy kontynuowano tradycje dawnego Towarzystwa Upiększania Bydgoszczy oraz skupiano się na kwestii repolonizacji, zaś po 1925 r. jako główny cel działalności obrano obok dbałości o estetykę miasta, także rozwój bydgoskiej kultury i badań nad historią miasta. Towarzystwo ściśle współpracowało w sferze kultury z Radą Artystyczno-Kulturalną i Poznańskim Towarzystwem Przyjaciół Nauk. W szeregach TMMB znaleźli się m.in. Witold Bełza, Marian Maryński, Konrad Fiedler, a także dyrektor Państwowej Szkoły Przemysłu Artystycznego Kazimierz Ulatowski (sekcja upiększania miasta), pedagog Jan Wysocki (sekcja kultury), bibliotekarz i współzałożyciel Muzeum Miejskiego ks. Jan Klein (sekcja konserwatorska), Stefan Dulczyński (sekcja organizacyjna), inż. Marian Güntzel (sekcja ogrodów miejskich). Towarzystwo doprowadziło m.in. do opracowania przewodnika po Bydgoszczy i przygotowania albumu fotograficznego, obrazującego zabytki architektury i przyrody w mieście. Członkowie Towarzystwa obradowali nad powołaniem do życia muzeum, postulowali odnowienie zabytków architektury, inspirowali i finansowali akcję na rzecz fundacji pierwszego w Polsce pomnika Henryka Sienkiewicza, a badacz dziejów Bydgoszczy Zygmunt Malewski ocalił od zapomnienia postać bydgoskiego artysty malarza Maksymiliana Piotrowskiego. Organizacja ta zyskała znaczną popularność w bydgoskim środowisku kulturalnym w dwudziestoleciu międzywojennym i po II wojnie światowej.
W dowód uznania dla zasług instytucji, dnia 26 stycznia 2022 roku Rada Miasta Bydgoszczy ustanowiła uchwałą rok 2023 Rokiem Towarzystwa Miłośników Miasta Bydgoszczy, by uczcić 100-lecie działalności Towarzystwa.

## Działalność
Zgodnie ze statutem TMMB zajmuje się krzewieniem umiłowania swego miasta, jego tradycji i kultury tak w regionie, jak kraju i za granicą. Na szczególną uwagę zasługuje działalność wydawnicza Stowarzyszenia, której plonem są m.in. wielojęzyczny album bo to jest Bydgoszcz, album Papież Jan Paweł II w Bydgoszczy, Muzyczna Bydgoszcz o kulturotwórczej roli miasta, jak też znane periodyki „Kronika Bydgoska” i „Kalendarz Bydgoski”. Towarzystwo – z inicjatywy dr Ewy Puls, pracownika naukowego Uniwersytetu Kazimierza Wielkiego – realizuje program oświatowy dla szkół „Bydgoszcz moja mała Ojczyzna” w ramach edukacyjnego projektu międzyprzedmiotowego: „Edukacja regionalna – dziedzictwo kulturowe w regionie”.
Z inicjatywy TMMB organizowane są liczne koncerty dla bydgoszczan, podczas których Filharmonia Pomorska im. Ignacego Jana Paderewskiego, Opera Nova, Akademia Muzyczna im. Feliksa Nowowiejskiego i Państwowy Zespół Szkół Muzycznych im. Artura Rubinsteina prezentują najwybitniejsze dzieła muzyki światowej.
Stowarzyszenie troszczy się o ochronę miejsc pamięci i zabytków, dzięki czemu w Bydgoszczy powstał jeden z pierwszych na ziemiach polskich pomnik Henryka Sienkiewicza (zniszczony przez Niemców w czasie II wojny światowej), a ostatnio restytuowano tablicę upamiętniającą pobyt pierwszego marszałka Polski Józefa Piłsudskiego w dniach 6 i 7 czerwca 1921 roku.
Od 1923 roku organizowany jest konkurs „Bydgoszcz w kwiatach i zieleni” stawiający Bydgoszcz w rzędzie najbardziej zielonych miast w kraju.
TMMB podjęło się realizacji znaczącego wydawnictwa jakim jest Encyklopedia Bydgoszczy. W kraju tylko nieliczne miasta, m.in. Warszawa i Kraków, mogą poszczycić się podobnym opracowaniem. Towarzystwo zbiera obecnie materiały do tego zadania. Ma też zamiar utworzyć Sekcję Polonijną TMMB, dla wszystkich bydgoszczan – Polaków rozsianych po świecie.
W 2007 roku TMMB rozpoczęło akcję społeczną Ratujemy organy mającą na celu kompleksową ochronę zabytkowych organów piszczałkowych w bydgoskich kościołach.

## Prezesi
- Jerzy Derenda (1999–2024)[6][7]
- Zbigniew Ostrowski (2024–2025)[8][9]
- Ireneusz Nitkiewicz (od 2025)[10]

## Tabor zabytkowy pod patronatem stowrzyszenia
| Marka i model | Rok produkcji | Liczba egzemplarzy |
| ------------- | ------------- | ------------------ |
| Ikarus 280.02 | 1978          | 1                  |
| Ikarus 280.26 | 1987 / 1990   | 1/1                |
| Ikarus 280.T4 | 1982          | 1                  |
| Ikarus 260.04 | 1985          | 1                  |
| Ikarus 405    | 1994          | 1                  |
| Jelcz 043     | ?             | 2                  |
| Jelcz M11     | 1988          | 1                  |
| Dennis Lance  | 1992          | 1                  |
| San H100A     | 1974          | 1                  |

Źródło: 